# Strange World
«Strange World» (укр. Дивний світ) — це дебютний міні-альбом гурту «PanKe Shava», випущений 2010 року. Записувався на студіях «White Studio» та «Because records».
Автор слів та музики - Тимофій Мороховець.
У 2010 році альбом був визнаний відкриттям року за версією польського видання Tylko Rock.

## Композиції
1. Storm Warning (Штормове попередження)
2. Strange World (Дивний світ)
3. Vaikuntha (Вайкунтха)
4. Just Tell (Тільки скажи)